# Pristimantis rhabdocnemus
Pristimantis rhabdocnemus é uma espécie de anfíbio da família Craugastoridae. A espécie é encontrada em altitudes entre 2 600 e 2 900, na parte ocidental da cordilheira Yanachaga, na província de Oxapampa, no centro do Peru. Ocorre em florestas nubladas, sendo encontradas em folhas a 30 centímetros de altura. Existe a possibilidade desta espécie ser a mesma que a Pristimantis lirellus.